# 安·刘易斯
安·刘易斯，（日语：アン・ルイス，1956年6月5日—），前日本歌手，活跃于20世纪70年代至80年代，她所演唱的歌曲（《goodbye my love》）被邓丽君翻唱而在华人地区家喻户晓。现定居美国洛杉矶，运营一家珠宝设计商店。

## 出生
安·刘易斯本名安·琳达·刘易斯，（日语：アン・リンダ・ルイス），出身于日本兵库县神戶市，为日美混血儿，父亲是驻日美军，母亲是日本人。

## 简历
- 1971年2月25日发布单曲（白色的周末）。
- 1974年推出单曲（goodbye my love）风靡日本。
- 1980年与摇滚歌手桑名正博（日语：桑名正博）結婚。
- 1981年长子美勇士（日语：美勇士）出生，暂别歌坛。
- 1982年复出，发布歌曲（Ra Sezon）。
- 1984年与桑名正博离婚。
- 1995年患上恐慌症[2]。
- 1999年再次暂别歌坛。
- 2005年再次复出。
- 2009年参加富士电视台节目（独家！周五的表白），透露自己患上恐慌症以来的生活经历[3]。
- 2013年4月6日与前夫桑名正博及长子美勇士共同出版CD，并宣布彻底退休[4]。